# Pogiry (rejon solecznicki)
Pogiry (lit. Pagiriai) − wyludniona wieś na Litwie, w rejonie solecznickim, 6 km na południowy wschód od Solecznik. Przed II wojną światową w Polsce, w powiecie lidzkim województwa nowogródzkiego.
Zgodnie z zarządzaniem Nikity Chruszczowa wieś w roku 1956 przeszła z Białoruskiej do Litewskiej Socjalistycznej Republiki Radzieckiej, stając się enklawą na terytorium tej pierwszej. Według niektórych źródeł 6 lutego 1995 roku przeszła na powrót do Białorusi, choć umowa nie wymienia wsi, a jedynie opisuje przybliżony przebieg linii granicznej. Pomimo niejasności w 2001 roku wieś została objęta litewskim spisem powszechnym, który wykazał, że jest niezamieszkana.